# Paul Smart
Paul Smart (Eynsford, 23 de abril de 1943 - 27 de octubre de 2021) fue un piloto de motociclismo británico que compitió en el Campeonato del Mundo de Motociclismo entre 1968 y 1974.

## Biografía
Comenzó a competir en los últimos años de la década de los 60 después de aprender en el Charles Mortimer Race School en Brands Hatch en 1965, inciialmente con una Bultaco que resultó costoso y poco fiable, y más tarde montó una variedad de motos en diferentes clases en circuitos de todo el Reino Unido.
En 1966, compartió un Honda de 125 cc con John Button mientras ahorraba dinero para comprar un Cotton de 250 cc que pilotó con éxito a nivel de club para ganar el Campeonato MCN 250 cc. Cuando el motor de la Cotton falló, Chas Mortimer le proporcionó una Greeves. Con ella, ganó la clase de 250 cc en la  Stars of Tomorrow  en Mallory Park.
Debutó en el TT Isla de Man en septiembre de 1966 con una Greeves Silverstone que se utilizaba en la escuela de pilotaje.
Durante 1967, fue esponsorizado por Charles Mortimer Senior, propietario del Charles Mortimer Race School, montando una consistente RDS Greeves 250s, una Bultaco 125 y una Aermacchi 350 junto a Chas Mortimer hijo. Ambos fueronc ontratados como instructores en la escuela de pilotaje.
En las carreras de la TT Isla de Man con una Norton para Paul Dunstall, consiguió la segunda plaza en 1967 y nuevamente segundo con una Norton en 1969, ambos en la categoría de 750 cc.
A principios de los 70, siguió corriendo en América del Norte con el equipo Hansen Kawasaki y su Kawasaki H2 Mach IV. Pero el salto se produjo el 23 de abril de 1972 cuando se adjudicadó la Imola 200 a la edad de 29 años con la nueva Ducati de 750cc. En 1971 firma su mejor temporada firmando cuatro podios en 350cc y 250cc con Yamaha. En 1972, corre el Gran Premio de las Naciones de 500cc donde acabó cuarto con la moto nacional de Ducati e incluso llega a disputarle el liderazgo al todopoderoso piloto Giacomo Agostini.

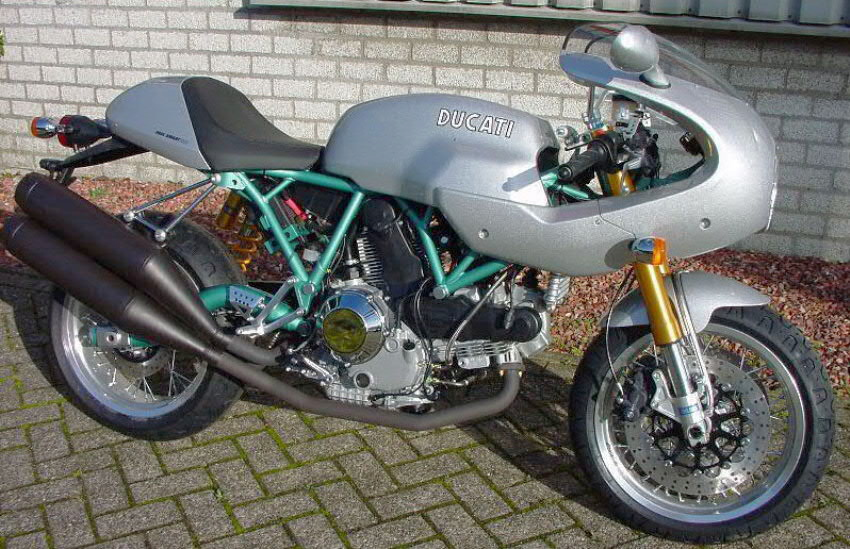
Ráplica de la Ducati de Paul Smart

Después de hacer historia para Ducati y ganar más carreras, en 1978 finalmente se retiró de la competencia para concentrarse en su negocio de motocicletas. Vendió las tiendas y el negocio familiar de parques de caravanas en Kent, luego calificó como patrón de navegación en alta mar, formalizando su pasatiempo de toda la vida.
En 2006, Ducati produjo una edición limitada de 1000cc PaulSmart 1000 LE, en reconocimiento a la victoria de Imola en 1972, designándola Paul Smart 1000LE. Tenía la tecnología avanzada de la época, pero se parecía a la bicicleta de carreras de 1972.
Se casó con la hermana de Barry Sheene, Maggie, en 1971. Su hijo Scott también fue pilotos y consiguió victorias en el Campeonato Británico de Superbikes.
Murió el 27 de octubre de 2021 a los 78 años en un accidente de tránsito entre Sussex Oriental y Kent.

## Estadísticas

### Resultados en el Campeonato del Mundo de Motociclismo
Sistema de puntuación desde 1950 hasta 1968:
| Posición | 1.º | 2.º | 3.º | 4.º | 5.º | 6.º |
| Puntos   | 8   | 6   | 4   | 3   | 2   | 1   |

Sistema de puntuación desde 1969 hasta 1987:
| Posición | 1.º | 2.º | 3.º | 4.º | 5.º | 6.º | 7.º | 8.º | 9.º | 10.º |
| Puntos   | 15  | 12  | 10  | 8   | 6   | 5   | 4   | 3   | 2   | 1    |

(Carreras en negrita indican pole position, carreras en cursiva indican vuelta rápida)
| Año  | Clase | Equipo        | 1       | 2       | 3       | 4       | 5       | 6       | 7       | 8       | 9       | 10      | 11    | 12    | 13    | Pts | Pos  |
| ---- | ----- | ------------- | ------- | ------- | ------- | ------- | ------- | ------- | ------- | ------- | ------- | ------- | ----- | ----- | ----- | --- | ---- |
| 1968 | 250cc | Yamaha        | GER -   | ESP -   | IOM Ret | NED -   | BEL -   | RDA -   | CZE -   | FIN -   | ULS -   | NAT -   |       |       |       | 0   | -    |
| 1969 | 500cc | Higley Norton | ESP -   | GER -   | FRA -   | IOM Ret | NED 18  | BEL -   | RDA -   | CZE -   | FIN Ret | ULS -   | NAT - | YUG - |       | 0   | -    |
| 1970 | 250cc | Yamaha        | GER -   | FRA -   | YUG -   | IOM Ret | NED 18  | BEL -   | RDA -   | CZE -   | FIN 3   | ULS 3   | NAT - | ESP - |       | 20  | 13.º |
| 1970 | 350cc | Padget Yamaha | GER -   |         | YUG -   | IOM 3   | NED Ret |         | RDA -   | CZE -   | FIN -   | ULS -   | NAT - | ESP - |       | 10  | 18.º |
| 1970 | 500cc | Padget Yamaha | GER -   | FRA -   | YUG -   | IOM Ret | NED 5   | BEL -   | RDA -   | CZE -   | FIN Ret | ULS Ret | NAT - | ESP - |       | 6   | 29.º |
| 1971 | 250cc | Yamaha        | AUT -   | GER Ret | IOM ̈    | NED Ret | BEL 4   | RDA -   | CZE -   | SWE 2   | FIN Ret | ULS -   | NAT - | ESP - |       | 20  | 11.º |
| 1971 | 350cc | Yamaha        | AUT -   | GER 3   | IOM -   | NED Ret |         | RDA 2   | CZE Ret | SWE 2   | FIN Ret | ULS -   | NAT - | ESP - |       | 34  | 5.º  |
| 1972 | 500cc | Ducati        | GER -   | FRA -   | AUT -   | NAT 4   | IOM -   | YUG -   | NED -   | BEL -   | RDA -   | CZE -   | SWE - | FIN - | ESP - | 0   | -    |
| 1974 | 500cc | Yamaha        | FRA Ret | GER -   | AUT Ret | NAT Ret | IOM Ret | NED Ret | BEL -   | SWE Ret | FIN -   | CZE Ret |       |       |       | 0   | -    |